# Provincia di Guastalla
La provincia di Guastalla è stata una suddivisione amministrativa del Ducato di Modena e Reggio dal 1847 al 1859. Aveva come capoluogo la città di Guastalla.

## Storia
Nel 1848 Guastalla, Luzzara, Poviglio e Reggiolo passarono sotto il ducato di Modena e Reggio per effetto di un trattato firmato in segreto tra Carlo II di Borbone-Parma e Francesco IV di Modena nel 1844 a Firenze che prevedeva lo scambio di Guastalla con Pontremoli ed una grossa cifra di denaro per colmare i debiti del Borbone.
Nel 1850 venne annesso dal Regno Lombardo-Veneto alla provincia guastallese il piccolo comune di Rolo. Con l'annessione della provincia dal Regno di Sardegna nel 1860, Guastalla perse la sua autonomia, ma rimase sede di un circondario fino al 1927.

## Comuni
- Guastalla, Brescello, Gualtieri, Novellara, Reggiolo, Luzzara, Rolo.